# استیپ برالیچ
استیپ برالیچ (متولد ۱۰ ژوئن ۱۹۷۳) ، مربی حرفه ای بسکتبال کروات است که سرمربی تیم ملی زنان کرواسی را برعهده گرفته است ، وی در المپیک تابستانی ۲۰۱۲ لندن هدایت این تیم را بر عهده داشت.